# Ignacio Zaragoza (Messico)
Ignacio Zaragoza è una municipalità di Chihuahua, nel Messico settentrionale, il cui capoluogo è la località omonima.
Conta 6.934 abitanti (2010) e ha una estensione di 2.862,73 km².
Il paese deve il suo nome a Ignacio Zaragoza.